# Михайловка (Большереченский район)
Михайловка — деревня в Большереченском районе Омской области. Входит в состав Евгащинского сельского поселения.

## История
В 1928 г. состояла из 100 хозяйств, основное население — русские. Центр Михайловского сельсовета Евгащинского района Тарского округа Сибирского края.

## Население
| 1926 | 2002 | 2010 | 2021 |
| ---- | ---- | ---- | ---- |
| 526  | ↘58  | ↘11  | ↘4   |

Национальный состав
Согласно результатам переписи 2002 года, в национальной структуре населения русские составляли 93 %.